# Tatsugoro Matsumoto
Tatsugorō Matsumoto (松本辰五郎, Tokio, 1861-México, 1955) fue un arquitecto paisajista y empresario japonés conocido principalmente por su trabajo en América, específicamente Perú y México. Sus diseños en la Ciudad de México dieron lugar a la gran cantidad de árboles de Jacaranda que están presentes en la ciudad. Matsumoto y su hijo Sanshiro se destacaron entre la comunidad japonesa en México y ayudaron a interceder cuando la comunidad fue perseguida durante la Segunda Guerra Mundial.

## Biografía
Tatsugoro Matsumoto nació en Tokio en 1861. Trabajó como arquitecto paisajista para el palacio imperial en Japón. En 1888 se mudó a Perú para diseñar un jardín japonés para el empresario alemán Oscar Herren. El jardín estaba en los terrenos de la Quinta Herren, una mansión en Lima que se convirtió en la sede de varias embajadas a lo largo del siglo XX. El ganadero mexicano y propietario de una mina, José Landero y Coss, quedó impresionado por el trabajo de Matsumoto en la Quinta Herren. Landero encargó a Matsumoto que diseñara y construyera un jardín en su rancho cerca de la ciudad de Pachuca. Después de completar esta comisión, Matsumoto residió brevemente en Estados Unidos y trabajó en el jardín japonés construido en el Golden Gate Park como parte de la Feria Mundial de 1894 en San Francisco.
En 1896, Matsumoto emigró definitivamente a México. En 1900, Porfirio Díaz y su esposa, Carmen Romero Rubio contrataron a Matsumoto para diseñar arreglos florales para el interior y exterior de la residencia presidencial en el Castillo de Chapultepec. En 1910, Matsumoto y su hijo Sanshiro Matsumoto abrieron un emporio de jardinería. En la década de 1930, los Matsumoto poseían más de diez grandes viveros en la Ciudad de México y empleaban a más de 200 empleados. Durante la presidencia de Pascual Ortiz Rubio, Matsumoto abogó por que se plantaran jacarandas en las principales avenidas de la Ciudad de México. Rubio había querido que se plantaran cerezos, parecidos a los cerezos de Washington D. C., pero no eran aptos para el clima de la Ciudad de México. En cambio, Matsumoto sugirió que la Jacaranda brasileña, que era mucho más adecuada para las condiciones climáticas de la ciudad.
Junto a su hijo se convirtieron en líderes de la diáspora japonesa en México y abogaron en nombre de la comunidad durante la Segunda Guerra Mundial después de que el gobierno de México ordenara que todos los japoneses del país se trasladaran a la Ciudad de México y Guadalajara. Estuvieron involucrados en la fundación del Comité Japonés de Ayuda Mutua y albergaron a mexicanos japoneses desplazados en su Hacienda de Batán. Antes de la guerra, Matsumoto había comprado Batán para la producción de flores. En un momento durante la guerra, Batán albergó a casi 900 japoneses. Los residentes de la hacienda finalmente fueron trasladados a Temixco, Castro Urdiales y la Ciudad de México.
Matsumoto falleció en 1955 a los 94 años.